# Miroprofene
Miroprofene (durante la fase sperimentale noto con la sigla Y-0213) è una molecola appartenente alla classe dei farmaci antinfiammatori non steroidei (FANS). Il farmaco, un derivato dell'acido fenilpropionico, è dotato di proprietà di tipo antinfiammatorio, analgesico, antipiretico e di antiaggregazione piastrinica.

## Farmacodinamica
Miroprofene è un inibitore della sintesi delle prostaglandine, appartenente alla classe dei derivati arilpropionici. L'inibizione avviene attraverso il blocco dell'enzima prostaglandina-endoperossido sintasi, noto anche come cicloossigenasi.

Il farmaco ha mostrato in alcuni animali un'attività pari a quella dell'indometacina, su diversi modelli acuti di infiammazione, per esempio sulla pleurite nei ratti indotta dall'Evans blu-carragenina e sulla peritonite nei topi indotta da acido acetico, e ancora sulla reazione locale di Sanarelli-Shwartzman nei conigli.

Miroprofene è anche in grado di inibire la formazione di edema che viene indotto dalla carragenina o dal caolino iniettati nelle zampe di ratto.

## Usi clinici
Miroprofene è indicato nel trattamento sintomatico del dolore di intensità lieve o moderata. Il farmaco può essere utilizzato nel periodo postoperatorio a seguito di trattamenti di endodonzia e di estrazione dentaria nel trattamento del dolore e dell'infiammazione associati ad osteoartrosi, reumatismo articolare, artrite reumatoide, spondilite anchilosante, così come nelle infiammazioni delle alte vie respiratorie.

## Gravidanza e allattamento
Hamada e Imanishi hanno studiato l'effetto di miroprofene sui ratti e conigli. L'assunzione del farmaco sia prima dell'accoppiamento (alla dose di 25 mg/kg peso corporeo) che durante l'organogenesi (dosaggio di 100 mg/kg) non determina teratogenesi. Tuttavia negli animali da esperimento l'assunzione del FANS causa un aumento delle morti fetali e degli aborti spontanei, nonché un prolungamento del periodo di gestazione ed un eccesso di sanguinamento vaginale peri e post-partum. Infine i cuccioli allattati mostravano un incremento di mortalità.